# Arbutus xalapensis
Arbutus xalapensis és una espècie de planta amb flors en la família de les ericàcies (Ericaceae).

## Descripció

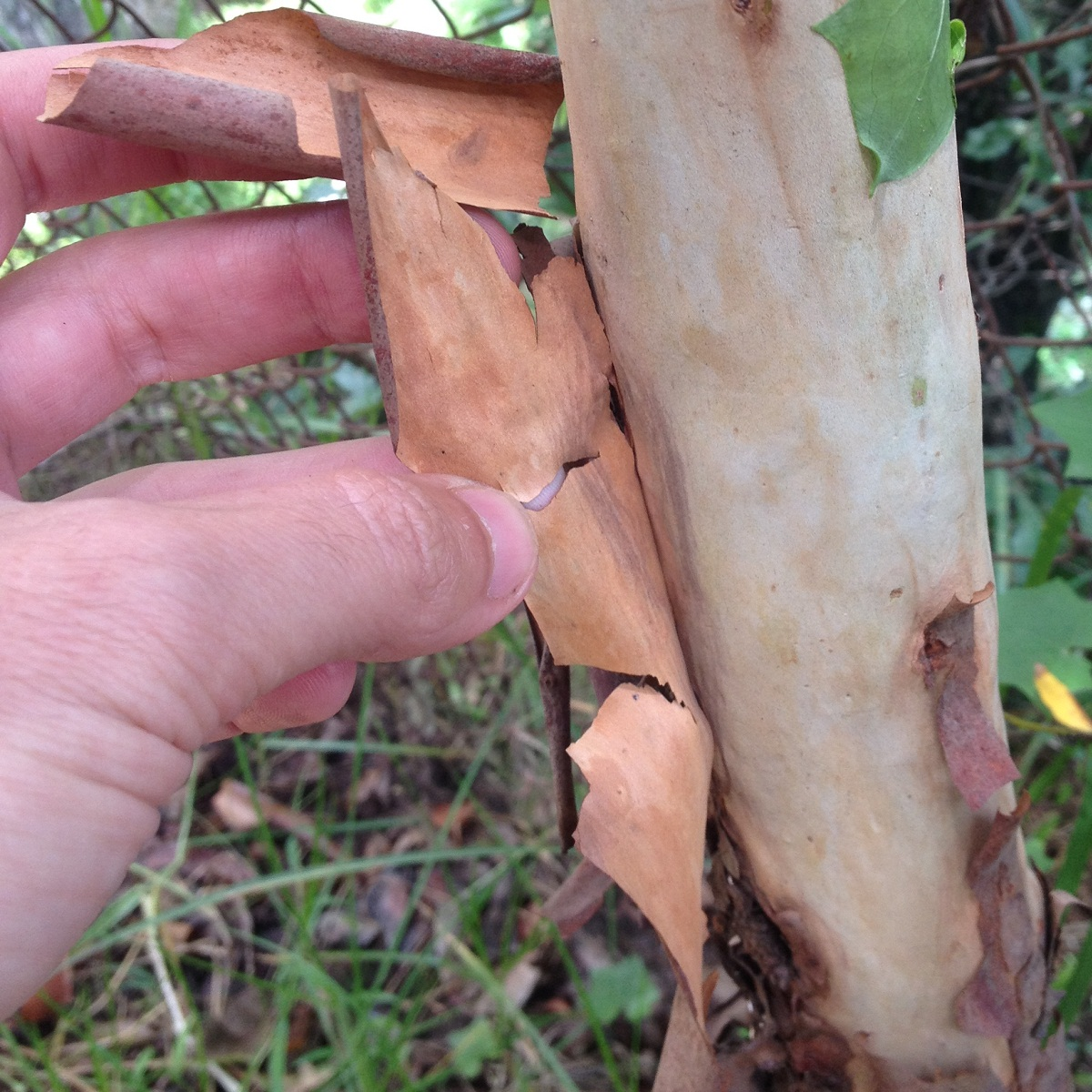
Despreniment de l'escorça

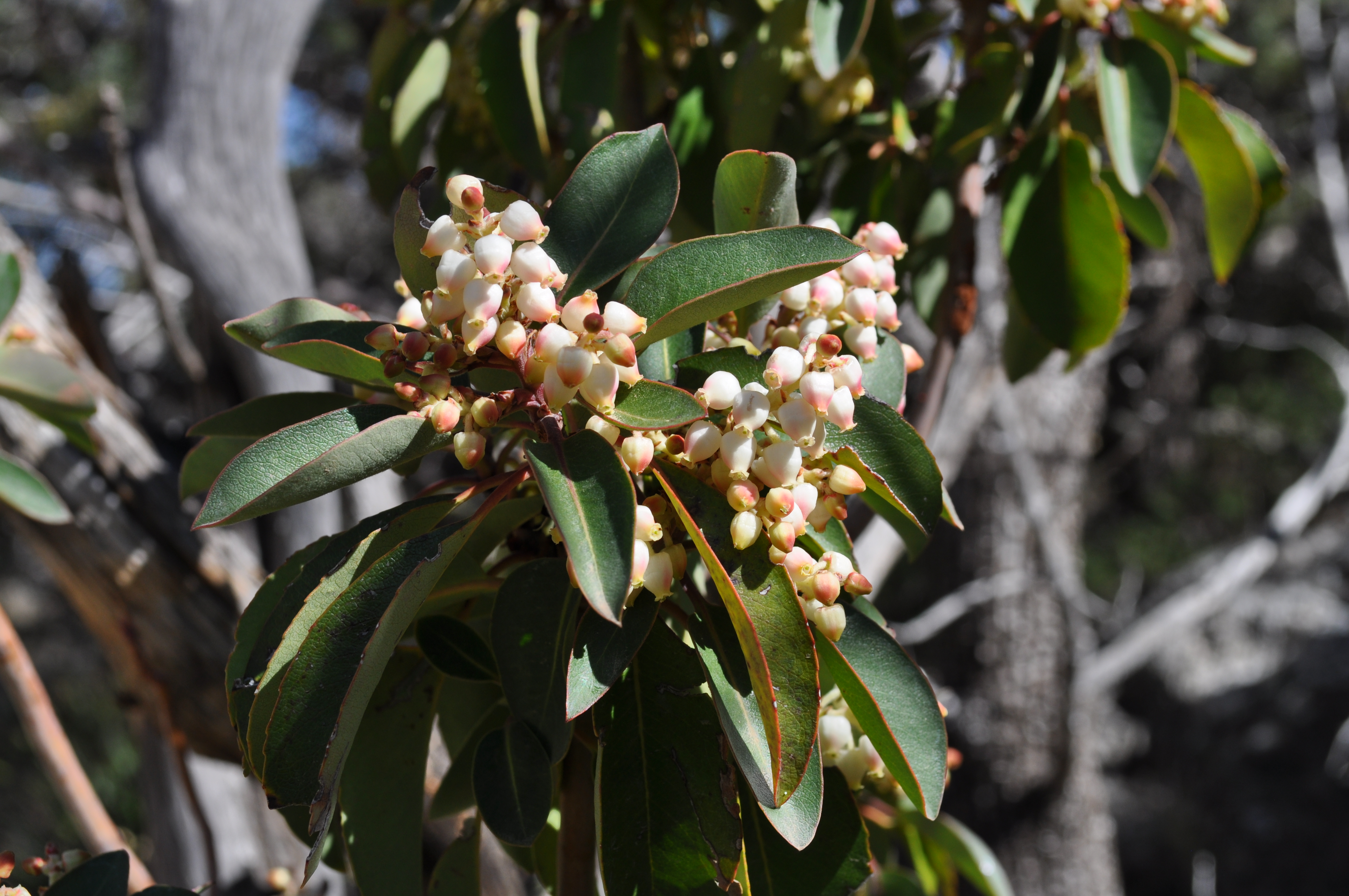
Flors

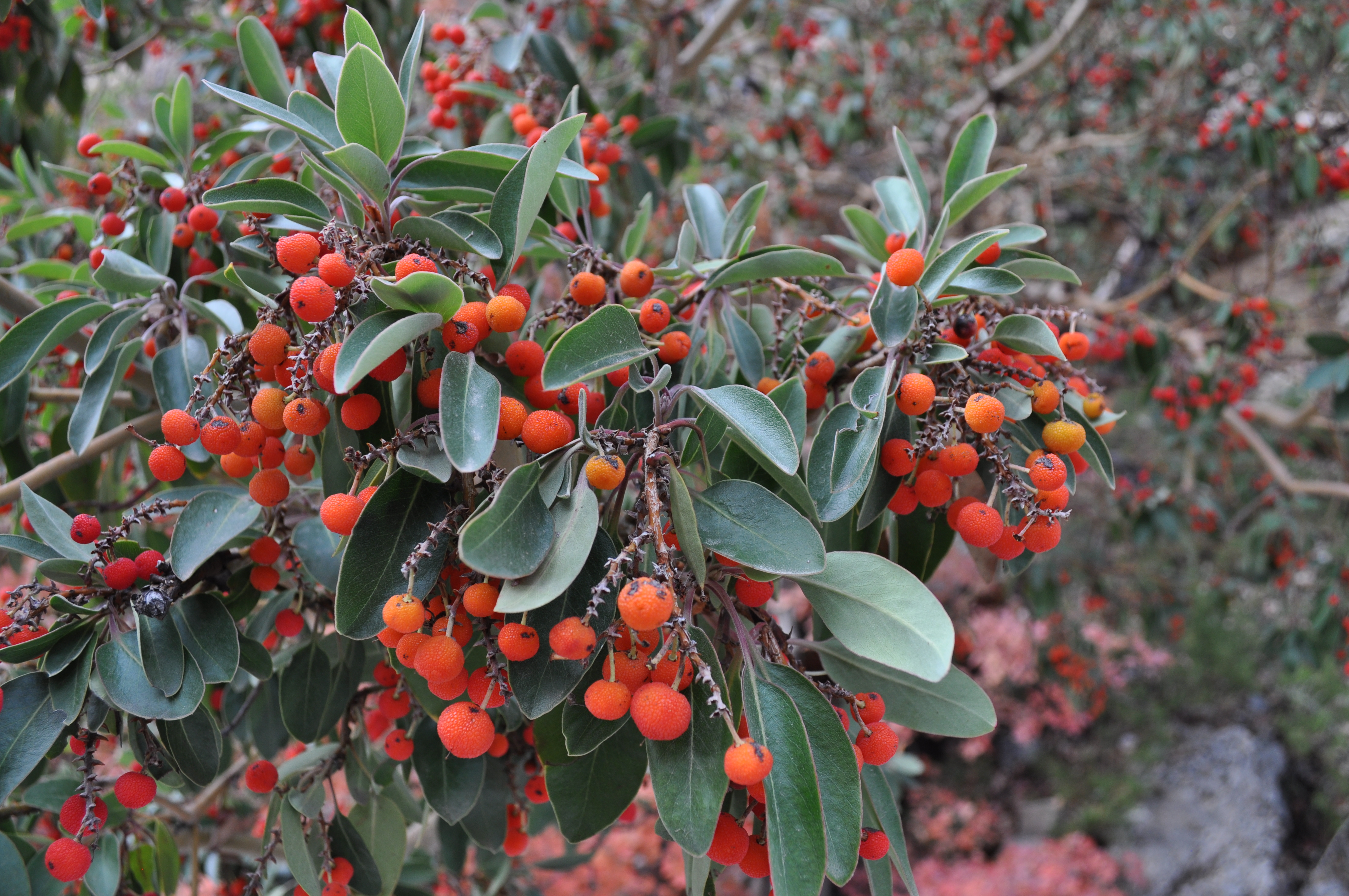
Fruits

Arbutus xalapensis és un gran arbust o petit arbre perennifoli de mida mitjana, de 5-25 m d'alçada, amb un tronc de fins a 50 cm de diàmetre, amb una escorça de color taronja-marró suau que presenta exfoliació en làmines fines. La mida varia en funció de les precipitacions disponibles, plantes petites o arbustos en les zones seques (oest de Texas i Nou Mèxic), o arbres més grans (zones humides de Mèxic, planes de Texas i Nou Mèxic, l'extrem nord-est de Mèxic).
Les fulles són oblongues a lanceolades, de 5 a 17 cm de llarg i 1,5 a 5 cm d'ample, amb un marge enter o dentat. Les flors són en forma de campana, de color blanc o rosa pàl·lid, 5 a 10 mm de llarg, agrupades en inflorescències en panícules. El fruit és una baia comestible d'1 cm de diàmetre de color vermell i de superfície aspra, contenint nombroses llavors petites.

## Distribució i hàbitat

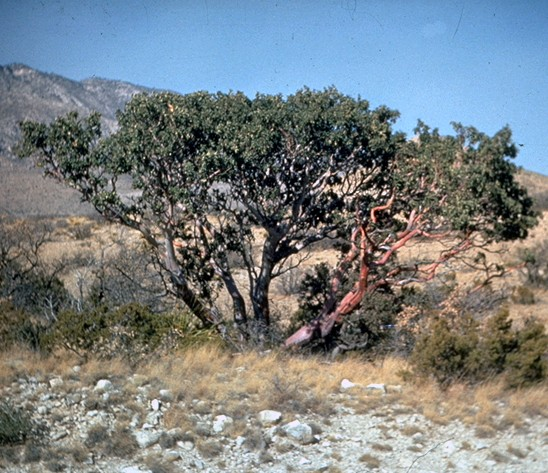
En el seu hàbitat

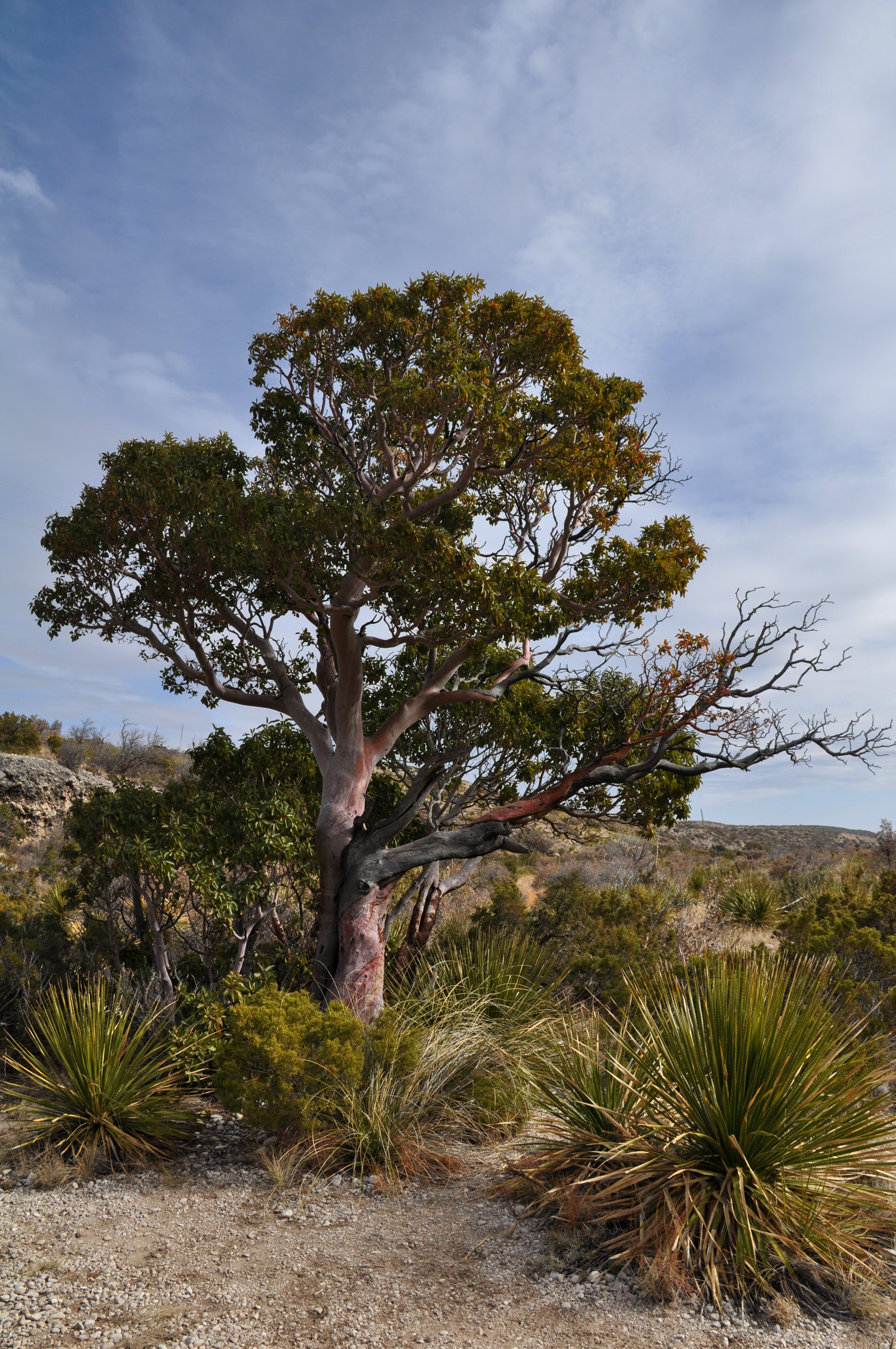
Vista de l'arbre

Arbutus xalapensis és natiu d'una zona que va del sud-oest dels Estats Units (oest de Texas i Nou Mèxic), la major part de Mèxic i arriba a l'Amèrica Central fins a Nicaragua, on es troba amb particular freqüència en l'Eix Volcànic Transversal de Mèxic.
És una espècie ocasional a matolls xeròfils i freqüent a boscos de pi i roure madrense, a una altitud de fins a 3400 msnm

## Usos
Herbolària
Encara que no existeixen estudis científics que corroborin l'efectivitat medicinal de l'arboç, en l'estat mexicà de Baixa Califòrnia Sud s'empren les branques o fulles bullides en banys terapèutics per combatre la febre infantil. Aquesta mateixa infusió es pren contra el dolor abdominal.
Fusteria
La seva fusta és emprada de forma comuna com a llenya, i per a l'elaboració de carbó on la seva presència és abundant, algunes comunitats del centre del país utilitzen la flor per a l'elaboració d'una truita pastada amb ou.
A Michoacán, la fusta de l'arboç és molt apreciada per a la fabricació d'articles de la llar, com recipients, prestatges, plats i joguines.

## Taxonomia
Arbutus xalapensis va ser descrita per Carl Sigismund Kunth i publicat a Nova Genera et Species Plantarum (quarto ed.) 3: 279–280, a l'any 1818[1819].
Etimologia
- Arbutus: nom llatí aplicat a Arbutus unedo, l'arboç europeu

- xalapensis: epítet geogràfic (Xalapa, Ver., Mèxic)

Sinonímia
Els següents noms són sinònim d'Arbutus xalapensis:
- Arbutus densiflora Kunth in F.W.H.von Humboldt, A.J.A.Bonpland & C.S.Kunth, Nov. Gen. Sp. 3: 280 (1819)
- Arbutus densiflora Benth. in Pl. Hartw.: 15 (1839)
- Arbutus densiflora var. petiolaris (Kunth) Loes. in Bull. Herb. Boissier, sér. 2, 3: 219 (1903)
- Arbutus donnell-smithii Small in N.L.Britton & al. (eds.), N. Amer. Fl. 29: 85 (1914)
- Arbutus floribunda M.Martens & Galeotti in Bull. Acad. Roy. Sci. Bruxelles 9: 534 (1842)
- Arbutus glandulosa M.Martens & Galeotti in Bull. Acad. Roy. Sci. Bruxelles 9: 533 (1842)
- Arbutus laurifolia Lindl. in Edwards's Bot. Reg. 25: t. 67 (1839)
- Arbutus laurina M.Martens & Galeotti in Bull. Acad. Roy. Sci. Bruxelles 9: 535 (1842)
- Arbutus macrophylla M.Martens & Galeotti in Bull. Acad. Roy. Sci. Bruxelles 9: 534 (1842)
- Arbutus paniculata M.Martens & Galeotti in Bull. Acad. Roy. Sci. Bruxelles 9: 535 (1842)
- Arbutus peninsularis Rose & Goldman in Contr. U.S. Natl. Herb. 13: 312 (1911)
- Arbutus petiolaris Kunth in F.W.H.von Humboldt, A.J.A.Bonpland & C.S.Kunth, Nov. Gen. Sp. 3: 281 (1819)
- Arbutus prunifolia Klotzsch in Linnaea 24: 73 (1851)
- Arbutus rubescens Bertol. in Nuovi Ann. Sci. Nat. 3: 135 (1840)
- Arbutus texana Buckley in Proc. Acad. Nat. Sci. Philadelphia 13: 460 (1861 publ. 1862)
- Arbutus varians Benth. in Pl. Hartw.: 77 (1841)
- Arbutus villosa Willd. ex Klotzsch in Linnaea 24: 72 (1851)
- Arbutus xalapensis var. pubescens Benth. in Pl. Hartw.: 66 (1840)
- Arbutus xalapensis var. texana A.Gray in Syn. Fl. N. Amer., ed. 2, 2(1): 397 (1886)
- Arbutus xalapensis subsp. texana (Buckley) A.E.Murray in Kalmia 12: 18 (1982)
- Arctostaphylos rubescens (Bertol.) Hemsl. in Biol. Cent.-Amer., Bot. 2: 279 (1881)
- Comarostaphylis glauca Buckley in Proc. Acad. Nat. Sci. Philadelphia 13: 461 (1861 publ. 1862)
- Comarostaphylis rubescens (Bertol.) Klotzsch in Linnaea 24: 77 (1851)